# Sausset-les-Pins
Pour les articles homonymes, voir Sausset (homonymie).
Sausset-les-Pins est une commune française située dans le département des Bouches-du-Rhône, en région Provence-Alpes-Côte d'Azur, près de Carry-le-Rouet.
Ses habitants sont appelés les Saussetois.

## Géographie
Les communes limitrophes sont Carry-le-Rouet, Châteauneuf-les-Martigues et Martigues.

### Situation
Sausset-les-Pins se situe entre Marseille, à l'est, Martigues et l'étang de Berre au nord-ouest.
| Martigues        | Châteauneuf-les-Martigues | Carry-le-Rouet   |
| Martigues        | Sausset-les-Pins          | Carry-le-Rouet   |
| Mer Méditerranée | Mer Méditerranée          | Mer Méditerranée |

### Climat
Le tableau ci-dessous indique les températures et les précipitations pour la période 1971-2000.
| Mois                                        | J    | F    | M    | A    | M    | J    | J    | A    | S    | O    | N    | D    | année |
| ------------------------------------------- | ---- | ---- | ---- | ---- | ---- | ---- | ---- | ---- | ---- | ---- | ---- | ---- | ----- |
| Températures maximales (°C)                 | 11,2 | 12,6 | 15,3 | 17,7 | 22,2 | 26,1 | 29,5 | 29,2 | 25,3 | 20,3 | 14,7 | 12,0 | 19,7  |
| Températures moyennes (°C)                  | 7,1  | 8,3  | 10,7 | 13,1 | 17,4 | 21,1 | 24,1 | 24,0 | 20,4 | 16,0 | 10,8 | 8,1  | 15.1  |
| Températures minimales (°C)                 | 3,0  | 3,9  | 6,0  | 8,5  | 12,6 | 16,0 | 18,7 | 18,7 | 15,5 | 11,6 | 6,8  | 4,1  | 10,5  |
| Précipitations (hauteur en mm)              | 54   | 44   | 40   | 58   | 41   | 25   | 13   | 31   | 61   | 85   | 51   | 52   | 554,5 |
| Source: Météo France / Station de Marignane |      |      |      |      |      |      |      |      |      |      |      |      |       |

## Urbanisme

### Typologie
Au 1er janvier 2024, Sausset-les-Pins est catégorisée petite ville, selon la nouvelle grille communale de densité à 7 niveaux définie par l'Insee en 2022.
Elle appartient à l'unité urbaine de Sausset-les-Pins-Carry-le-Rouet, une agglomération intra-départementale dont elle est ville-centre,. Par ailleurs la commune fait partie de l'aire d'attraction de Marseille - Aix-en-Provence, dont elle est une commune de la couronne,. Cette aire, qui regroupe 115 communes, est catégorisée dans les aires de 700 000 habitants ou plus (hors Paris),.
La commune, bordée par la mer Méditerranée, est également une commune littorale au sens de la loi du 3 janvier 1986, dite loi littoral. Des dispositions spécifiques d’urbanisme s’y appliquent dès lors afin de préserver les espaces naturels, les sites, les paysages et l’équilibre écologique du littoral, tel le principe d'inconstructibilité, en dehors des espaces urbanisés, sur la bande littorale des 100 mètres, ou plus si le plan local d’urbanisme le prévoit.

### Occupation des sols
L'occupation des sols de la commune, telle qu'elle ressort de la base de données européenne d’occupation biophysique des sols Corine Land Cover (CLC), est marquée par l'importance des forêts et milieux semi-naturels (67,6 % en 2018), en diminution par rapport à 1990 (70,8 %). La répartition détaillée en 2018 est la suivante : 
milieux à végétation arbustive et/ou herbacée (57,4 %), zones urbanisées (29 %), forêts (10,2 %), zones agricoles hétérogènes (2,6 %), eaux maritimes (0,8 %). L'évolution de l’occupation des sols de la commune et de ses infrastructures peut être observée sur les différentes représentations cartographiques du territoire : la carte de Cassini (XVIIIe siècle), la carte d'état-major (1820-1866) et les cartes ou photos aériennes de l'IGN pour la période actuelle (1950 à aujourd'hui).

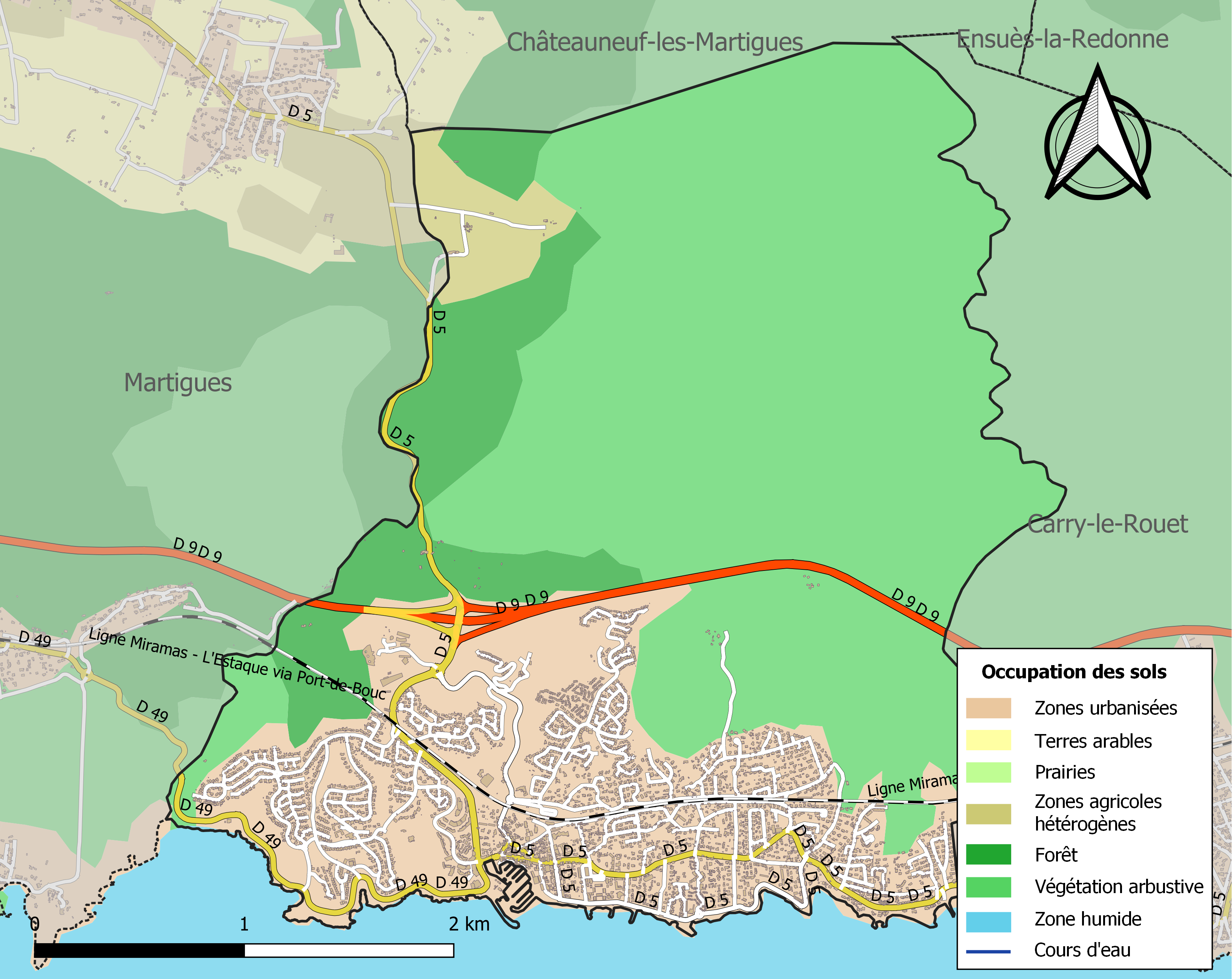
Carte des infrastructures et de l'occupation des sols de la commune en 2018 (CLC).

### Voies de communication et transports
RD 9 de La Couronne à Sausset-les-Pins  par la voie rapide et le CD 49, de la Couronne à Sausset-les-Pins à proximité de la plage et du port.
Elle est issue du chemin vicinal de grande communication no 15, ou Gc10 (15) (créée en 1904), allant d'Aix-en-Provence à Martigues.
La voie rapide de la Côte Bleue a ouvert en deux temps :
- Ensuès-la-Redonne - Sausset-les-Pins : 10/1975 ;
- Sausset-les-Pins - La Couronne : 12/1975.

C'est également une gare de la ligne de la Côte Bleue qui longe la Méditerranée entre Marseille et Miramas  via Port-de-Bouc. La gare de marchandises ne fonctionne plus depuis 1954 et a été à l'abandon depuis les années 1960 et depuis cette date, la nature a repris ses droits où poussent les mousses, des arbustes.
Le bus dessert la Côte Bleue, reliant Sausset-les-Pins à Marseille en passant par Carry-le-Rouet, Ensuès-la-Redonne et Le Rove depuis 1930.

## Toponymie
Comme dans grand nombre de cas, plusieurs suppositions existent quant au nom actuel de Sausset-les-Pins. Il pourrait être inspiré :
- du latin salcetum, « sol sec » ;
- du latin salix, « forêt de saules » ou bien « marais salants » ou « salines ».

## Histoire

### Époque contemporaine
- Du 28 au 30 avril 1832, la Duchesse de Berry a été logée à l'auberge La Folie à Sausset-les-Pins.[réf. nécessaire]

La commune est créée en 1924 par distraction de Carry-le-Rouet.
En 1915, la ligne de chemin de fer Miramas-Marseille permettra le désenclavement de Sausset-les-Pins. De nombreux convois militaires l'emprunteront entre 1915 et 1918.
Sausset-les-Pins fait partie du parc marin de la Côte Bleue depuis 1983.

## Politique et administration

### Liste des maires
| Période                                  | Période       | Identité        | Étiquette           | Qualité                 |
| ---------------------------------------- | ------------- | --------------- | ------------------- | ----------------------- |
| juin 1924                                | mai 1935      | Adolphe Fouque  | SFIO                |                         |
| mai 1935                                 | décembre 1943 | Siméon Gouin    | SFIO                | Conseiller municipal    |
| décembre 1943                            | avril 1945    |                 | Délégation spéciale |                         |
| avril 1945                               | avril 1953    | Clément Monnier | SFIO                |                         |
| avril 1953                               | novembre 1991 | Pierre Matraja  | SFIO-PS             | Sénateur de 1980 à 1989 |
| novembre 1991                            | mars 2001     | Pierre Peleyrol | PS                  |                         |
| mars 2001                                | août 2017     | Éric Diard      | UMP                 | Député de 2017 à 2022   |
| septembre 2017                           | 2020          | Bruno Chaix     | DVD                 |                         |
| 2020                                     | En cours      | Maxime Marchand | ECO                 |                         |
| Les données manquantes sont à compléter. |               |                 |                     |                         |

### Jumelages
- Lariano (Italie) depuis 1980
- Vierves-sur-Viroin (Belgique) depuis 1983 et il est suspendu depuis cette date
- Sentmenat (Espagne) depuis 2006
- Altshausen (Allemagne) depuis 2009

## Population et société

### Démographie
L'évolution du nombre d'habitants est connue à travers les recensements de la population effectués dans la commune depuis 1926. Pour les communes de moins de 10 000 habitants, une enquête de recensement portant sur toute la population est réalisée tous les cinq ans, les populations de référence des années intermédiaires étant quant à elles estimées par interpolation ou extrapolation. Pour la commune, le premier recensement exhaustif entrant dans le cadre du nouveau dispositif a été réalisé en 2006.

En 2022, la commune comptait 7 556 habitants, en évolution de −0,68 % par rapport à 2016 (Bouches-du-Rhône : +2,48 %, France hors Mayotte : +2,11 %).
| 1926 | 1931 | 1936 | 1946 | 1954 | 1962  | 1968  | 1975  | 1982  |
| ---- | ---- | ---- | ---- | ---- | ----- | ----- | ----- | ----- |
| 343  | 348  | 477  | 512  | 600  | 1 074 | 1 066 | 2 205 | 3 876 |

| 1990  | 1999  | 2006  | 2011  | 2016  | 2021  | 2022  | - | - |
| ----- | ----- | ----- | ----- | ----- | ----- | ----- | - | - |
| 5 541 | 7 228 | 7 278 | 7 740 | 7 608 | 7 563 | 7 556 | - | - |

### Manifestations culturelles et festivités
- Fête de la Saint-Pierre depuis 1933 sur le port avec l'hommage des naufragés de la mer.
- Fête de la mer durant les 3 dimanches de janvier depuis 1961 sur le port.
- Fête vénitienne qui existe tous les 14 août depuis 1964 sur le môle du port avec un feu d'artifice et des musiciens.
- Distribution de cadeaux au cercle Saint Pierre de 1959 à 1972 et à la salle des arts et la culture de 1973 à 1992.
- Salon de Noël au gymnase Alain-Calmat depuis le 17 décembre 1992.
- Fête de la musique qui est présente tous les ans depuis 1982 sur le port.
- Marché nocturne tous les weekends en juillet et en août tous les ans le long du port.
- Forum des associations au gymnase Alain-Calmat depuis le 6/9/1996.
- Le Téléthon a eu lieu en décembre 1996.

### Enseignement
La mairie-école et la poste étaient des écoles entre 1922 et 1957.
Il y a 2 écoles et 1 collège qui sont présents sur la commune : 
- l'école Jules-Ferry ;
- l'école Victor-Hugo ;
- le collège Pierre-Matraja

### Sports et loisirs
- Le golf Cote Bleue
- Le tennis club de la ville
- Le centre de vacances Ufoval
- La salle des arts et de la culture
- La maison du temps libre
- Le stade Michel-Hidalgo
- Le gymnase Alain-Calmat
- Beach Volley
- Theatre de Verdure
- Parcours Naturel

### Associations
- l'association du golf Cote Bleue
- Le cercle Saint-Pierre
- l'association des Plaisanciers de Sausset-les-Pins
- Le Secours Catholique de Sausset-les-Pins
- L’association Musicale de Sausset-les-pins
- Les Lutins d’Hugo

## Économie
Le taux de chômage est de 8,70 %, le nombre de foyers fiscaux de 4 791, le revenu net imposable total de 131 186 570 € donc le revenu net imposable moyen par foyer de 40 615 €[Quand ?].

## Culture et patrimoine

### Lieux et monuments
- Église Saint-Pierre-ès-Liens.
- Le château Charles-Roux existe depuis 1855.
- La chapelle Saint-Pierre existe depuis 1861.
- L'hôtel-restaurant La Plage a existé de 1870 à 2016.
- L'ancien port est encore visible date depuis 1881.
- La jetée du port date de 1931 et a été rénovée plusieurs fois.
- L'avenue du Général-Leclerc a été inaugurée le 10 juin 1984, le même jour que le jardin public qui domine le port de la ville avec la sculpture de l'envol des 9 gabians.
- Le nouveau port a été inauguré le 3 octobre 1986.
- La sculpture des 2 dauphins en bronze qui commémore les 30 ans de la création de la CEE de 1957 en mars 1987 pour servir de monument des gens morts en mer.
- La voie express RD 9 reliant Sausset-les-Pins à Carry-le-Rouet a servi à de nombreux tournages filmographiques comme Taxi 3 (Samy Naceri), Le Transporteur (Jason Statham) ou Bienvenue chez les Ch'tis (Dany Boon) de par sa ressemblance avec une autoroute.
- L'avenue Pierre-Matraja a été inaugurée le 3 mars 2019, le même jour que le nouveau poste de police.
- 29 mai 2021 : inauguration de la barque Marseillaise Fanny.
- 16 avril 2022 : inauguration des 3 sculptures banc nageoire caudale.
- 16 avril 2022 : inauguration sculpture nageoire caudale en entrée de ville.
- 21 mai : inauguration du parcours d’Art Urbain.

### Personnalités liées à la commune
- Jules Charles-Roux, homme politique français, a passé une partie de son enfance à Sausset-les-Pins (où sa famille possède un château)
- Gabriel Dard, rugbyman, a habité à Sausset-les-Pins
- Lazare Ponticelli, dernier vétéran de la Première Guerre mondiale, a acheté une maison à Sausset-les-Pins à la fin des années 1950.
- Alain Calmat
- Paul Ricard
- Johnny Hallyday, à peine âgé de 16 ans, a effectué son 1er concert devant l'hôtel-restaurant La Plage en 1959.[réf. nécessaire]
- Pierre Matraja
- Albert Emon
- Romain Ciaravino
- Rudy Ricciotti
- Eric Diard
- Franky Zapata
- Geraldine Lapalus
- Philippe Lucas

### Héraldique
| Armes de Sausset-les-Pins | Les armes peuvent se blasonner ainsi : D'azur à la mer ondée d'argent et du champ de quatre pièces mouvant de la pointe, au pin au naturel brochant et mouvant aussi de la pointe, adextré d'un thon d'argent et senestré d'un soleil d'or issant de la mer. Le blason de Sausset-les-Pins existe depuis 1924. |

### Littérature
- Le roman Les Six Compagnons à l'Étang de Berre, paru en 1983, se déroule en partie à Sausset-les-Pins.